# Uliești
Uliești est une commune du județ de Dâmbovița en Roumanie.